# دالي شيرر
دالي شيرر (بالإنجليزية: Dale Shearer)‏ هو لاعب دوري الرغبي أسترالي، ولد في 25 يوليو 1965 في St George, Queensland ‏ في أستراليا.